# Арсенальная площадь
Арсенальная площадь (укр. Арсенальна площа) — площадь в Печерском районе Киева. Находится между улицами Михаила Грушевского, Московской и Ивана Мазепы. Возникла, по-видимому, в XVIII веке и называлась Никольской. Здесь начиналась Никольская улица, нынешняя Ивана Мазепы. В середине XIX века на площади были возведены Никольские ворота — главный въезд в Новую Печерскую крепость. В 1919—1964 годах называлась площадью Революции, в 1964—1991 годах — площадь «Героев Арсенала». Современное название с 1991 года.
С 1914 по 1918 годы на площади находился памятник Искре и Кочубею. Сейчас на этом месте установлен памятник рабочим завода «Арсенал».
Архитектурной доминантой площади является 10-этажный жилой дом в стиле конструктивизма: «Одна из лучших новостроек столицы… Киевский небоскрёб», — сообщала в те годы одна из киевских газет. Здание построено в 1934—1940 годах арх. И. Каракисом как часть жилого комплекса по улице Январского Восстания № 3 и № 5 (ныне ул. Мазепы). Ныне здание является памятником архитектуры (№ 456-Кв, № 456/1, № 456/263) и охраняется законом. Иосиф Каракис отстаивал идею ансамблевой застройки местности с учётом особенностей рельефа и среды, а не создания случайных, не подходящих друг к другу или к избранной местности зданий. (Комплекс был реализован лишь частично).

## Транспорт
- Станция метро Арсенальная
- Автобусы 24, 55, 62
- Троллейбус 38
- Трамвайная линия существовала с 1905 по 1998 годы

## Почтовый индекс
01010